# Republic Square w Valletcie

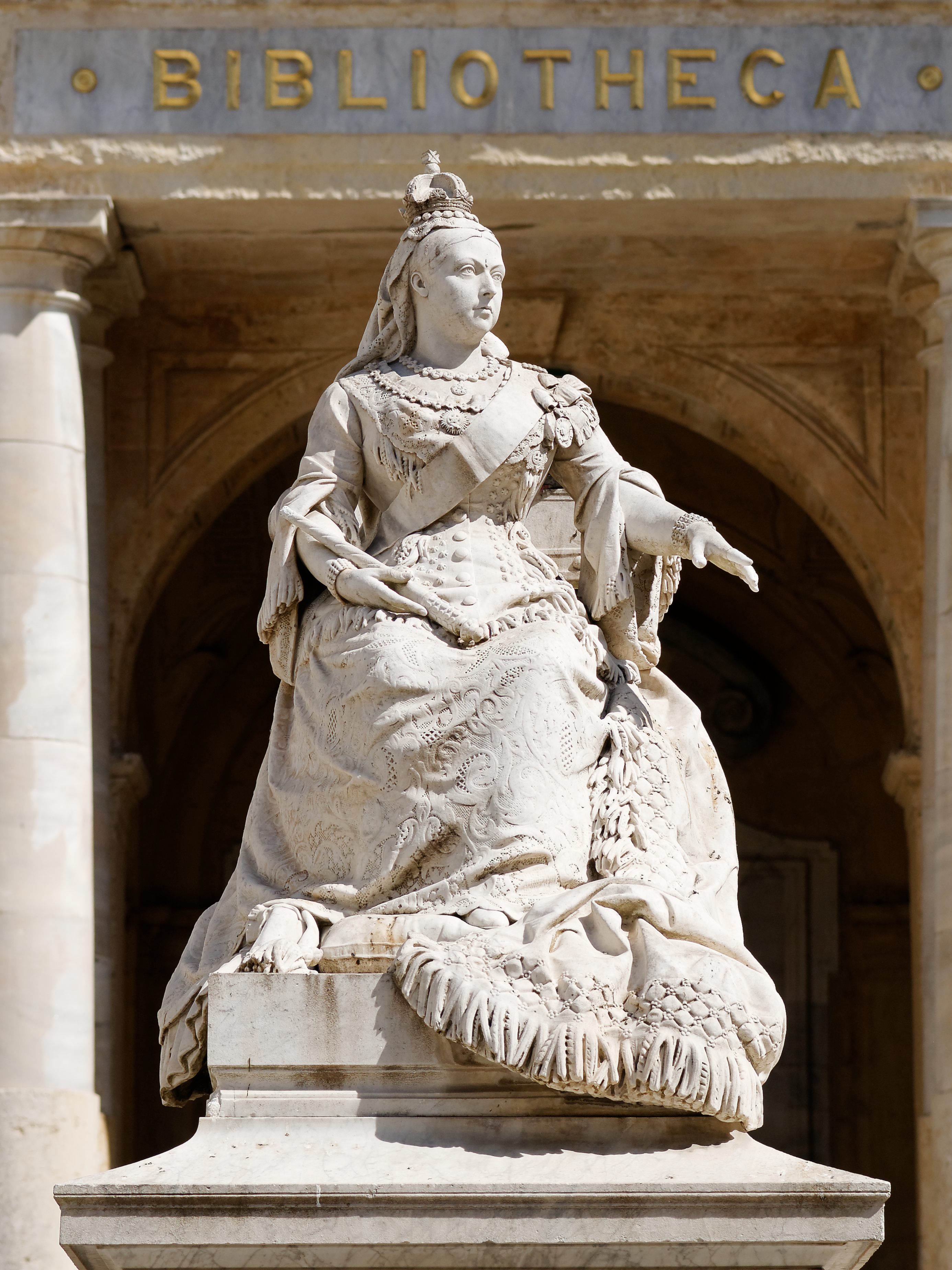
Pomnik królowej Wiktorii na placu Republiki

Republic Square (malt. Misraħ ir-Repubblika, pol. Plac Republiki) – plac w Valletcie na Malcie. Pierwotnie nazywany był Piazza Tesoreria lub Piazza dei Cavallieri, od znajdującego się tam skarbca (wł. tesoreria) Zakonu Świętego Jana. Po postawieniu na placu w XIX wieku pomnika królowej Wiktorii, zaczął być on znany jako Queen's Square lub Piazza Regina (malt. Pjazza Reġina). Współcześnie, mimo oficjalnej nazwy Republic Square, jest wciąż popularnie określany jako Piazza Regina.
Plac znajduje się przy skrzyżowaniu Republic Street i Old Theatre Street, bardzo blisko St. George's Square.

## Wygląd placu
Pierwotnie był to plac zwany Piazza dei Cavalieri, podczas „okresu brytyjskiego” został zamieniony w ogród pomarańczowy z kawiarenką. W pewnym momencie gubernator Le Marchant przeniósł pomnik Wielkiego Mistrza Antonio Manoel de Vilheny z Fortu Manoel na środek tego placu. W roku 1887 został on przeniesiony do Floriany, a zastąpiony przez statuę królowej Wiktorii, ustawioną dla upamiętnienia jej 50. urodzin.
Na północno-zachodniej pierzei placu (po przeciwnej stronie Republic Street) znajduje się rozległy budynek, znany oryginalnie jako Casa del Commun Tesoro. W budynku znajdowały się wszelkiego rodzaju rozrachunki, umowy i dane dotyczące spraw skarbowych Zakonu Joannitów. W roku 1708 otwarto tam pierwszy na Malcie urząd pocztowy, który przetrwał w jego części aż do roku 1849. Od tego czasu budynek Casa del Comun Tesoro mieścił też biura rządowe, hotel oraz kino. W czasie II wojny światowej ucierpiał od bombardowań, lecz został odbudowany i dziś mieści Casino Maltese. W części parteru znajdują się teraz kawiarnie i sklepy.
Na południowo-wschodniej stronie placu, frontem do Casa del Commun Tesoro, znajduje się Biblioteka Narodowa Malty, ogólnie znana jako Bibliotheca. Budowę budynku zamówiono, kiedy potrzebna stała się większa przestrzeń do pomieszczenia księgozbioru Zakonu. Został zaprojektowany przez Stefano Ittara, włoskiego architekta o polskich korzeniach, a budowę ukończono w roku 1796. Z powodu zajęcia Malty przez Francuzów oficjalne otwarcie biblioteki odbyło się dopiero wtedy, gdy Malta stała się brytyjskim Protektoratem. Działalność instytucji została zainaugurowana przez Cywilnego Komisarza Sir Hildebranda Oakesa w roku 1812. Zbiory pozostają tam do dziś.
Północno-wschodnią fasadę placu zajmuje część Pałacu Wielkiego Mistrza, zaś na południowo-zachodniej znajduje się pasaż handlowy.
W roku 1858 z Fortu Manoel przeniesiona została brązowa statua Wielkiego Mistrza Antonio Manoela de Vilheny i ustawiona na środku placu. Pomnik został później przeniesiony do ogrodów Mall Gardens we Florianie, współcześnie znajduje się na placu papieża Jana XXIII w tym mieście.
W miejscu pomnika de Vilheny, w roku 1891 odsłonięty został pomnik królowej Wiktorii, dając placowi nazwę Queen's Square lub Piazza Regina. Statua została odnowiona w roku 2011.
Współcześnie otwarta przestrzeń placu wykorzystywana jest jako kawiarnia na świeżym powietrzu.